# Telmatogeton mortoni
Telmatogeton mortoni är en tvåvingeart som beskrevs av Leader 1975. Telmatogeton mortoni ingår i släktet Telmatogeton och familjen fjädermyggor. Inga underarter finns listade i Catalogue of Life.